# زينة أبي راشد
زينة أبي راشد (ولدت عام 1981 في بيروت، لبنان) فنانة لبنانية، ورسامة كاريكاتير وقصص مصورة، كتبها تعتمد على أسلوب السرد المصوَّر لتجربتها الشخصية وذكرياتها في فترة طفولتها خلال الحرب الأهلية اللبنانية.

## دراستها
درست في الأكاديمية اللبنانية للفنون الجميلة ALBA والمدرسة الوطنية العليا للفنون الزخرفية (École nationale supérieure des arts décoratifs) في باريس 

## عملها
ولدت أبي راشد وترعرت في لبنان التي مزقتها الحرب. في عام 2002 أنتجت كتابها المصور المصغر داخل ورشة الأبحاث في جامعتها ALBA. عمل تدريبها كمصممة تجارية على جلب حلول تصميمة إبداعية ونهج زخرفي إلى قصصها المصورة ذات اللونين الأبيض والأسود. لاحقاً انتقلت زينة إلى باريس وواصلت إنتاج قصصها المصورة المعتمدة على الذاكرة الفردية والجماعية وعلى الوثائق الأرشيفية. استقت إبي راشد إلهامها من الصور الفوتوغرافية القديمة واللقطات التلفزيونية ومن أعمال مؤلفي القصص المصورة أمثال David B و Jacques Tardi. مذكراتها نموت، نرحل، ونعود. لعبة السنونو كانت أول رواية مصورة تُمنح جائزة الأصوات الفرنسية FACE للمنشورات المكتوبة باللغة الفرنسية المعاصرة والمترجمة إلى اللغة الإنجليزية، التي يقدمها المركز الأمريكي PEN والسفارة الفرنسية.والتي نشرها قسم عالم التصميم لدار Learner للنشر. من خلال أعمالها هي لاتصور فحسب ذكريات الحرب الأهلية في لبنان وإنما أيضا تعمل على استرداد تاريخ الحرب الذي إما تم إهماله من قبل الحسابات الرسمية للحرب أو تم نسيانه بالكُّلية.أتذكر بيروت واحدة من رواياتها المصورة والتي تمت ترجمتها إلى اللغة الإنجليزية، استلهمتها من المؤلف الفرنسي المشهور Georges Perec.

## المؤلفات
- 2006 : [بيروت] كتارسيس (الناشر. Cambourakis).
- 2006 : 38، شارع يوسف السمعاني (الناشر. Cambourakis).
- 2007 : نموت، نرحل، ونعود. لعبة السنونو (الناشر. Cambourakis).
- 2008 : أتذكر- بيروت (الناشر. Cambourakis).
- 2012 : خروف (الناشر. Cambourakis).
- 2015 : البيانو الشرقي (الناشر. Casterman).

تمت ترجمة كتاب نموت، نرحل، ونعود. لعبة السنونو إلى عشر لغات، دون العربية، وقد أدت هذه الترجمات إلى توفير تعاون مع صحف ومجلات مثل «نيويوك تايمز» والـ «باييس» الإسبانية. وأيضا صدرت الترجمة الألمانية لكتاب «أتذكر» Ich erinnere mich، عن دار نشر avant-verlag في ميونيخ، في شهر مايو 2014 

## الجوائز
حصلت أبي راشد على جائزة الفينيكس للأدب لعام 2016 عن تحفتها الأدبية «البيانو الشرقي».

## طالع أيضًا
ريكادرو مباركو